# Diospyros gracilescens
Diospyros gracilescens är en tvåhjärtbladig växtart som beskrevs av Robert Louis August Maximilian Gürke. Diospyros gracilescens ingår i släktet Diospyros och familjen Ebenaceae. Inga underarter finns listade i Catalogue of Life.